# John Burns (żołnierz)

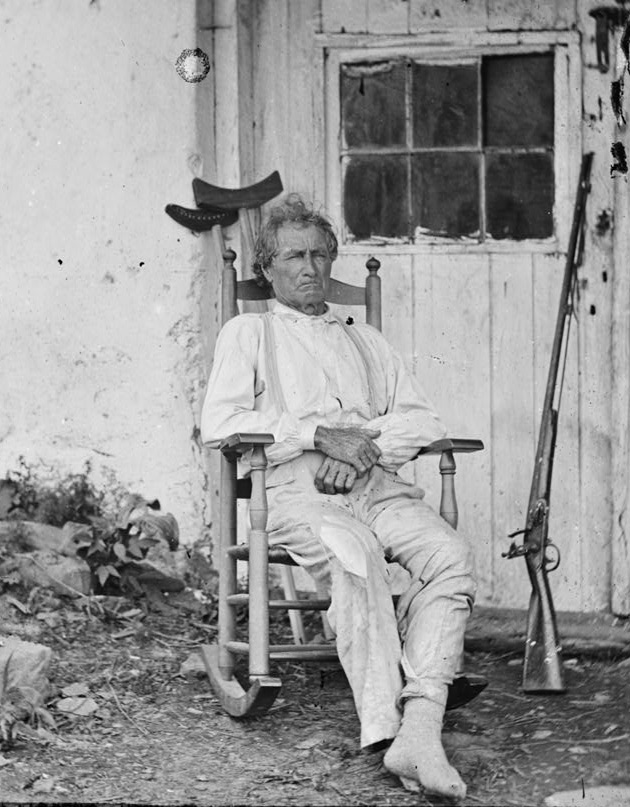
John L. Burns leczy rany

John Lawrence Burns (ur. 5 września 1793, zm. 4 lutego 1872) – weteran wojny roku 1812, który w wieku 69 lat ochotniczo, u boku Armii Unii, wziął udział w bitwie pod Gettysburgiem podczas wojny secesyjnej. Został ranny, ale przeżył i stał się bohaterem narodowym.

## Życiorys
Burns urodził się w Burlington w stanie New Jersey. Był szkockiego pochodzenia; jego ojciec powoływał się na pokrewieństwo z poetą Robertem Burnsem. Służył jako szeregowy żołnierz w wojnie roku 1812 i wziął udział w kilku bitwach, w tym o Lundy’s Lane. Walczył też, jako ochotnik, w wojnie z Meksykiem, ale gdy zgłosił się do Armii Unii w pierwszej połowie 1861 roku nie został – ze względu na wiek – przyjęty i służył jedynie jako cywilny woźnica. Wkrótce jednak, wbrew swej woli, został odesłany do domu. Po przybyciu do Gettysburga został wybrany konstablem.
W czasie krótkotrwałej okupacji miasta przez konfederatów (26 czerwca 1863 roku) Burns wdał się w sprzeczkę z gen. Jubalem Early’m, za co generał kazał wtrącić go do więzienia. Gdy konfederaci odeszli, Burns został uwolniony i zaraz aresztował kilku konfederackich maruderów; jego działania przeciwko wojskom najeźdźców trwały do chwili, gdy w mieście zjawili się kawalerzyści federalni gen. Johna Buforda.

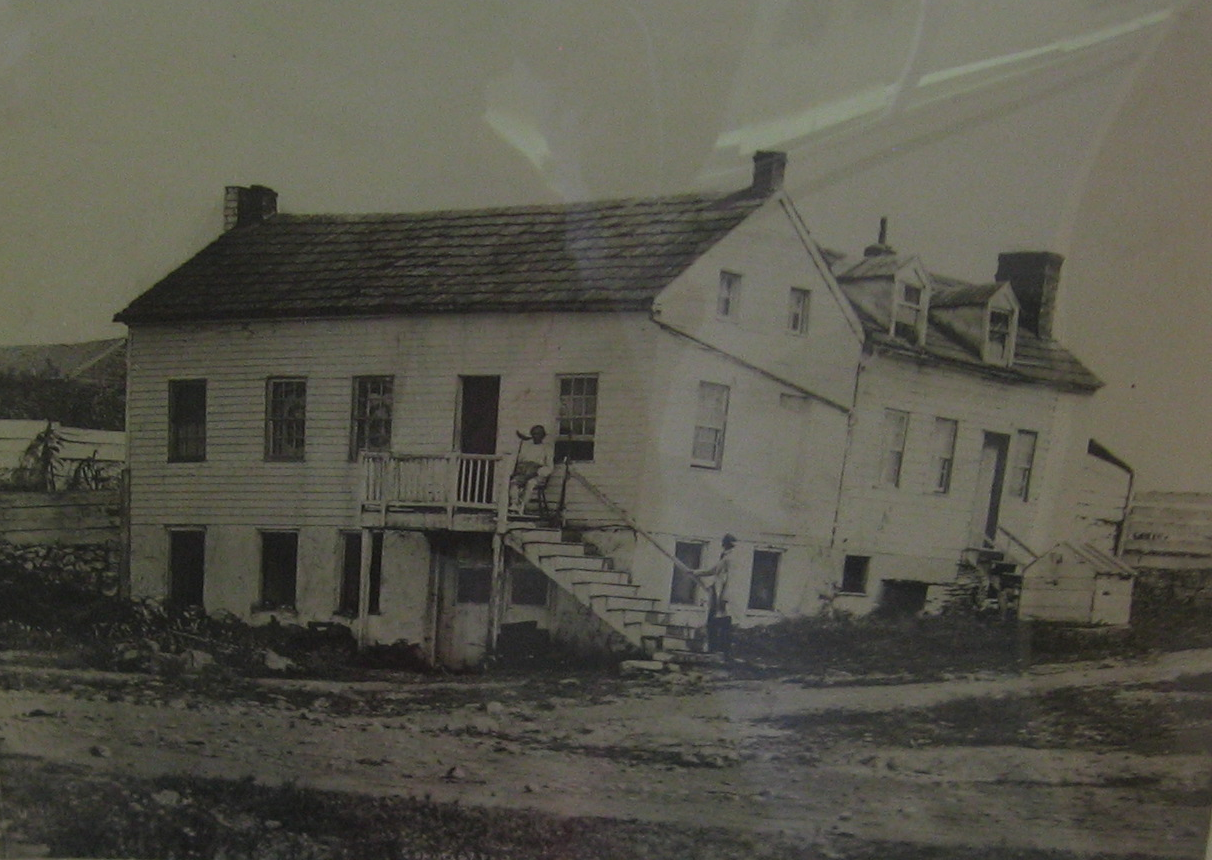
Dom Burnsa po bitwie. On sam siedzi na szczycie schodów.

Rankiem pierwszego dnia bitwy (1 lipca 1863 roku) Burns wziął swój skałkowy muszkiet i róg z prochem, po czym udał się tam, gdzie toczyła się walka. Po drodze spotkał rannego żołnierza Armii Unii i zapytał, czy mógłby użyć jego nowocześniejszej broni; żołnierz wyraził zgodę, więc Burns ruszył dalej z karabinem w ręku i pociskami w kieszeniach. Gdy natrafił na majora Thomasa Chamberlina ze 150 Regimentu Piechoty z Pensylwanii Burns zapytał, czy może walczyć w szeregach tego regimentu (Chamberlin później opisał ubiór Burnsa jako składający się z „czarnych spodni i surduta z mosiężnymi, błyszczącymi guzikami, jaki mógł być ozdobą dżentelmena z przeszłości i równie starego, jedwabnego – dziś już wyblakłego – kapelusza”). Mający wątpliwości Chamberlin odesłał go do dowódcy regimentu, pułkownika Langhorne’a Wistera, który posłał Burnsa do lasu koło farmy McPhersona, gdzie „starzec” znajdzie ochronę przed słońcem i kulami wroga.
W lesie na Grzbiecie McPhersona (gdzie wcale nie było bezpiecznie) Burns bił się w szeregach sławnej Żelaznej Brygady na wschodnim skraju lasu przez całe popołudnie. Odznaczył się jako strzelec wyborowy, a w pewnym momencie celnym strzałem strącił z konia szarżującego konfederackiego oficera. Jednak gdy linia wojsk federalnych zaczęła się załamywać i trzeba było wycofać się do Luterańskiego Seminarium Teologicznego, Burns został ranny w ramię, w nogę i pierś; żołnierze Unii zostawili go na pobojowisku.
Choć ranny i wyczerpany, zdołał odczołgać się od swego karabinu i zagrzebać w ziemi amunicję. Zdołał też przekonać konfederatów, że nie brał udziału w walce i znalazł się w tym miejscu przypadkowo, szukając lekarstw dla swej chorej żony, więc został opatrzony przez ich lekarzy i zwolniony. Burns miał wiele szczęścia, zgodnie z ówczesnymi prawami wojny mógł zostać – jako bushwhacker – rozstrzelany na miejscu. Tego wieczora zdołał dotrzeć do najbliższego budynku, skąd później przetransportowano go do domu, gdzie zajął się nim miejscowy lekarz.
Po bitwie Burns stał się bohaterem narodowym Unii. Usłyszawszy o wiekowym weteranie Mathew B. Brady wysłał jednego ze swoich fotografów, Timothy’ego O’Sullivana, który zrobił zdjęcia leczącego rany Burnsa i zabrał je wraz z opisem jego udziału w bitwie do Waszyngtonu. Gdy prezydent Abraham Lincoln przybył jesienią do Gettysburga, by wziąć udział w otwarciu żołnierskiego cmentarza i wygłosić Adres gettysburski, poprosił Burnsa o spotkanie. 19 listopada 1863 roku Burns towarzyszył prezydentowi w drodze z domu adwokata Davida Willsa do kościoła przy Baltimore Street. Sława Burnsa tak szybko rozeszła się po kraju, że w roku 1864 Bret Harte napisał poemat na jego cześć.

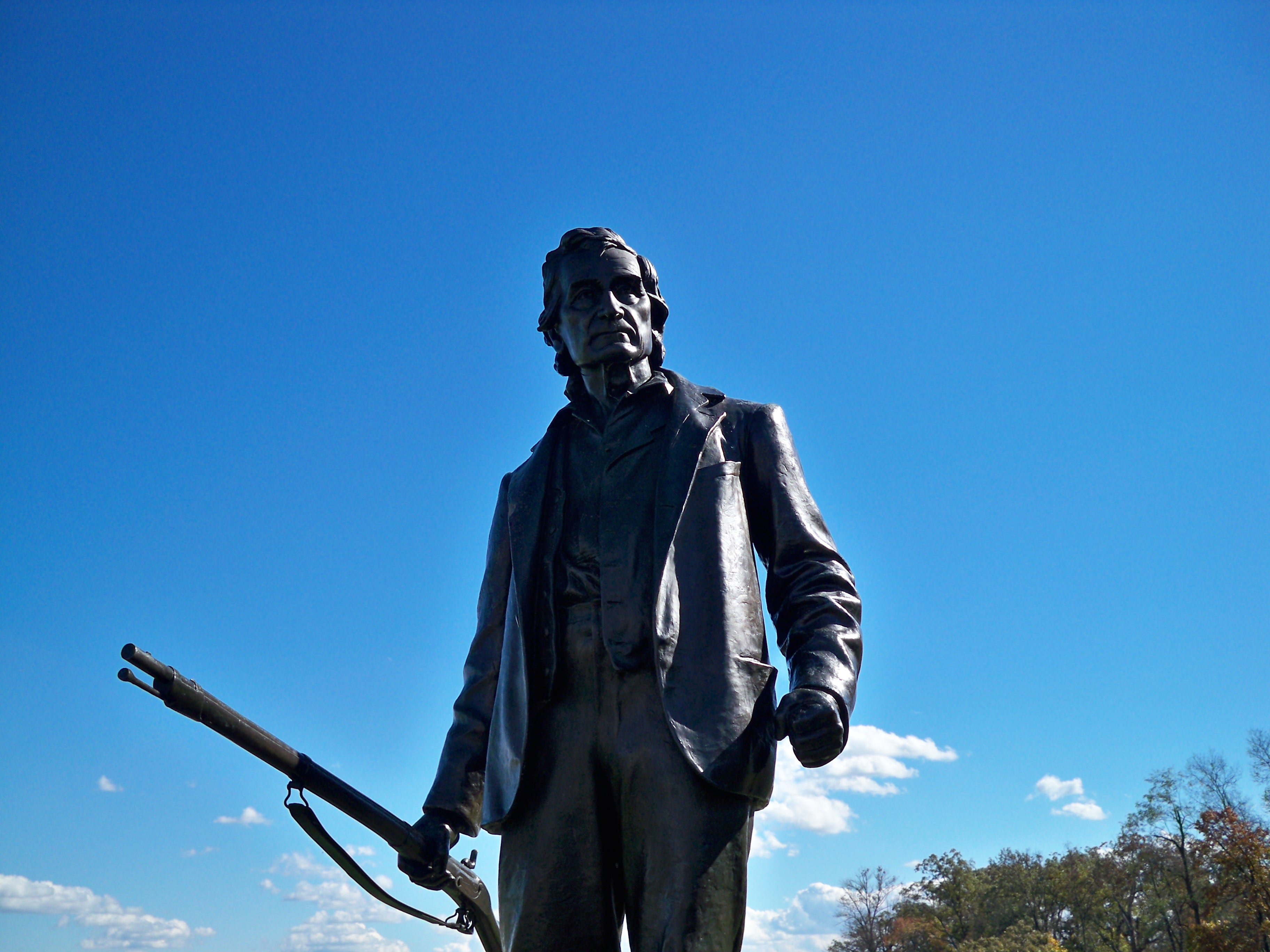
Pomnik Johna Burnsa pod Gettysburgiem

Według biogramu Burnsa w Appleton’s Cyclopedia of American Biography, po wojnie zaczął miewać zaniki pamięci, a jednocześnie lubił wędrować po kraju. W mroźną zimową noc pod koniec grudnia 1871 roku został znaleziony bez środków do życia na nowojorskiej ulicy, zadbano o niego i odesłano do domu, ale tam po kilku tygodniach zmarł na zapalenie płuc.

## Upamiętnienie
Popularność Johna Burnsa rosła z latami. Dom przy Chambersburg Street został po jego śmierci wyburzony, nie została więc żadna pamiątka, a weterani domagali się czegoś, co będzie przypominać dzielnego mieszkańca Getysburga. Odpowiadając na te propozycje legislatura stanu Pensylwania przyznała fundusz na budowę pomnika. Stanowa rada ds. pomników gettysburskich zdecydowała, że statua ma być umieszczona tam, gdzie Burns walczył wraz z żołnierzami z Pensylwanii i Wisconsin, a więc na Grzbiecie McPhersona, na skraju lasu. Rzeźba dłuta Alberta Bureau przedstawia Burnsa w wojowniczej postawie, niosącego ów pożyczony karabin. Pomnik, postawiony na złomie skalnym wziętym z pola bitwy, został odsłonięty 1 lipca 1903 roku, w czterdziestą rocznicę wydarzeń.
Burns został pochowany na cmentarzu Evergreen w Gettysburgu i jego grób jest jednym z dwóch uprawnionych do flagi amerykańskiej powiewającej 24 godziny na dobę (drugim jest grób Ginnie Wade, jedynej cywilnej ofiary śmiertelnej tej bitwy). Oryginalny nagrobek został zdewastowany, ale miejscowa placówka Grand Army of the Republic wzniosła w roku 1902 nowy. Zdobi go napis „Patriot”.